# Nadleśnictwo Lwówek Śląski
Nadleśnictwo Lwówek Śląski – nadleśnictwo należące do Regionalnej Dyrekcji Lasów Państwowych we Wrocławiu, położone w jej południowo-zachodniej części, w całości w województwie dolnośląskim.
W skład Nadleśnictwa wchodzą dwa obręby: Sieniawa i Sulęcin, które łącznie obejmują 16 leśnictw. Ogólna powierzchnia według stanu na 1 stycznia 2018 r. wynosi 780,88 km² (obręb Lwówek Śląski i obręb Wleń).
Od strony północnej Nadleśnictwo Lwówek Śląski sąsiaduje z Nadleśnictwem Bolesławiec, od południa z Nadleśnictwem Śnieżka, od zachodu z Nadleśnictwem Świeradów, a od wschodu z Nadleśnictwem Złotoryja.
Siedziba Nadleśnictwa znajduje się w Lwówku Śląskim przy ul. Obrońców Pokoju 2, położona centralnie względem lasów, co ma korzystny wpływ na prowadzenie gospodarki leśnej. Odległości od siedziby Nadleśnictwa do najbardziej skrajnych kompleksów wynoszą od 10 do 34 km.

## Historia
Nadleśnictwo Lwówek Śląski w obecnym kształcie organizacyjnym istnieje od dnia 1 stycznia 1973 r. W jego skład weszły dwa oddzielne dotąd nadleśnictwa – Lwówek Śląski i Wleń.
Od 1945 roku do roku 1951, nadleśnictwa Lwówek Śląski i Wleń podlegały Dyrekcji Lasów Państwowych we Wrocławiu. Między rokiem 1951 a rokiem 1959 jednostkę pośrednią stanowił Rejon Lasów Państwowych w Bolesławcu. Z dniem 1 stycznia 1959 roku oba nadleśnictwa stały się jednostkami na pełnym wewnętrznym rozrachunku gospodarczym, podległymi administracyjnie Okręgowemu Zarządowi Lasów Państwowych we Wrocławiu (później – Regionalnej Dyrekcji Lasów Państwowych we Wrocławiu).
1 stycznia 1979 roku w celu dostosowania granic ówczesnego Okręgowego Zarządu Lasów Państwowych we Wrocławiu do podziału administracyjnego kraju, obręb Lwówek Śląski podzielony został na dwa oddzielne obręby – Lwówek Śląski i Czaple. Obręb Czaple jako oddzielna jednostka istniał do 1 stycznia 1991 roku, kiedy to decyzją I KTG w ramach prac II rewizji planu urządzenia lasu, obręb Czaple ponownie włączono do obrębu Lwówek Śląski.
Istniejące do 1973 roku nadleśnictwa Lwówek Śląski i Wleń (pierwotna nazwa Lenno), utworzone zostały w 1945 roku na mocy dekretu PKWN z dnia 12 grudnia 1944 roku. Włączone zostały do nich lasy miejskie miast Lwówek Śląski, Wleń, Lubomierz, w części miasta Jelenia Góra oraz lasy prywatnych majątków ziemskich, lasy włościańskie, kościelne i przyklasztorne.

## Leśnictwa
Nadleśnictwo Lwówek Śląski zajmuje obszar ponad 18 tys. ha, rozlokowanych na terenie 5 powiatów oraz 17 miast i gmin, na bardzo urozmaiconym pod względem topograficznym terenie. Na tym obszarze wydzielono 16 leśnictw:
| - Bielanka - Czaple - Czernica - Gradówek | - Kotliska - Lubomierz - Łupki - Maciejowiec | - Nowogrodziec - Pławna - Płoszczyna - Siedlęcin | - Ubocze - Ustronie - Wleń - Ocice – Kolonia Pietruszka (Szkółka Leśna) |

## Fizjografia i klimat
Obszar Nadleśnictwa Lwówek Śląski wg Regionalizacji przyrodniczo-leśnej z 2010 r. położony jest w VII Krainie Sudeckiej, w Mezoregionie 1 – Pogórze Izerskie.
Teren Nadleśnictwa charakteryzuje się urozmaiconą rzeźbą od terenów równinnych, poprzez pagórkowate do górzystych. Różnica wysokości pomiędzy najniżej a najwyżej położonym punktem wynosi 880 m.

## Drzewostan
Gatunkiem zdecydowanie dominującym na terenie Nadleśnictwa Sulęcin jest świerk, który zajmuje 39% powierzchni leśnej. Poza świerkiem większe znaczenie gospodarcze mają sosna, dąb i brzoza.
Udział siedlisk leśnych:
- 83% – lasy mieszane wyżynne i górskie
- 15% – lasy wyżynne i górskie
- 1% – olsy i łęgi wyżynne i górskie
- 1% – bory mieszane wyżynne i górskie

Udział gatunków lasotwórczych:
- 39% – świerk
- 19% – sosna
- 15% – dąb
- 9% – brzoza
- 4% – buk
- 4% – modrzew
- 3% – olcha
- 2% – jawor
- 1% – jesion
- 1% – pozostałe

## Ochrona przyrody

### Rezerwaty przyrody i parki krajobrazowe

#### Park Krajobrazowy Doliny Bobru
Park został utworzony w 1989 roku, jego powierzchnia wynosi 12 295 ha, zaś otuliny 11 465 ha. Park został utworzony ze względu na duże walory przyrodnicze, krajobrazowe i kulturowe tego obszaru. Obejmuje on najciekawsze fragmenty Doliny Bobru o urozmaiconym przebiegu, miejscami znacznie zmienione na skutek ingerencji człowieka, np. Jezioro Pilchowickie (o powierzchni ok. 240 ha i pojemności ponad 50 mln m³ wody). Ekosystemy tych obszarów posiadają dużą wartość ze względu na silne zróżnicowanie i wzajemne przeplatanie się siedlisk nizinnych, wyżynnych i górskich, często z drzewostanami posiadającymi charakter zbliżony do naturalnego. Na terenie Parku oraz jego otuliny znajduje się wiele zabytków kultury materialnej, np.: wieża książęca w Siedlęcinie, założenia parkowo–pałacowe (Dębowy Gaj, Nielestno, Przeździedza, Sobota, Wleński Gródek, Maciejowiec, Płakowice), cmentarze, szyby i sztolnie po eksploatacji złotonośnych piasków, przydrożne kapliczki, krzyże pokutne, a także tama na Zalewie Pilchowickim, która jest zabytkiem techniki. Na terenie parku krajobrazowego znajduje się rezerwat przyrody Góra Zamkowa.

#### Rezerwat przyrody Góra Zamkowa
Rezerwat położony jest na wzgórzu, na którego szczycie znajdują się ruiny średniowiecznego zamku z zachowaną jeszcze wieżą obronną, z której rozciąga się widok na okoliczne pasma górskie. Głównym zbiorowiskiem leśnym na terenie rezerwatu jest grąd zboczowy z bujnymi w okresie wiosennym runem leśnym w postaci czosnku niedźwiedziego. Mniejsze fragmenty stanowią kwaśne buczyny oraz świerczyny. Bogatą florę rezerwatu tworzy 157 gatunków roślin naczyniowych w tym 2 gatunki chronione: lilia złotogłów (łac. Lilium martagon) i cis pospolity (łac. Taxus bacata).

### Obszary chronionego krajobrazu
Na terenie Nadleśnictwa Lwówek Śląski w większej części leży jeden obszar chronionego krajobrazu:
- Zalew Leśniańsko-Złotnicki[12] (OChK[wyjaśnij skrót!])

### Pomniki przyrody
Na terenie Nadleśnictwa Lwówek Śląski występuje 16 pomników przyrody:
- pojedyncze drzewa – 13 szt.
- groty, jaskinie – 2 szt.
- skałki – 1 szt.

#### Wybrane pomniki przyrody
- Skała z medalionem w Leśnictwie Ustronie
- Jaskinia Zimna Dziura w Leśnictwie Bielanka
- Porwaki piaskowcowe w Leśnictwie Łupki

### Użytki ekologiczne
Na terenie Nadleśnictwa Lwówek Śląski znajduje się jeden użytek ekologiczny zajmujący powierzchnię 142,25 ha:
- Stawy Młyńsko

### Obszary Natura 2000
Sieć Natura 2000 tworzą dwa typy obszarów:
- obszary specjalnej ochrony ptaków (OSO), wyznaczone do ochrony populacji dziko występujących ptaków,
- specjalne obszary ochrony siedlisk (SOO), chroniące siedliska przyrodnicze i gatunki roślin i zwierząt.

Wyróżniamy sześć obszarów Natura 2000 w Nadleśnictwie Lwówek Śląski:
- Specjalny Obszar Ochrony Siedlisk Natura 2000 „Ostoja Nad Bobrem”;
- Specjalny Obszar Ochrony Siedlisk Natura 2000 „Góry i Pogórze Kaczawskie”;
- Specjalny Obszar Ochrony Siedlisk Natura 2000 „Żerkowice-Skała”;
- Specjalny Obszar Ochrony Siedlisk Natura 2000 „Góra Wapienna”;
- Specjalny Obszar Ochrony Siedlisk Natura 2000 „Dolina Dolnej Kwisy”;
- Specjalny Obszar Ochrony Siedlisk Natura 2000 „Ostrzyca Proboszczowicka”.

## Edukacja i turystyka
Na obszarze nadleśnictwa znajduje się kilka obiektów edukacyjnych, m.in.:
- ogródek dendrologiczny „Uroczysko Piekiełko” w Gaszowie;
- ścieżka przyrodniczo-dydaktyczna „Góra Gniazdo” we Wleniu;
- ścieżka przyrodnicza „Droga krzyżowa w Lubomierskim Lesie”;
- szkółka leśna w Ocicach;
- sala edukacyjna w Nadleśnictwie Lwówek Śląski;
- ścieżka edukacyjna w Leśnictwie Lubomierz[17].